# Enicospilus cerebrator
Enicospilus cerebrator là một loài tò vò trong họ Ichneumonidae.